# Володарі Всесвіту
«Володарі Всесвіту» (англ. Masters of the Universe) — американський фантастичний бойовик 1987 року.

## Сюжет
На планеті Етерн лиходій Скелетор ув'язнює чарівницю, яка підтримувала баланс сил у Всесвіті. Воїн Хі-Мен звільняє з лап Скелетора карлика-винахідника Гвілдора. Той показує йому космічний ключ, який він винайшов. Ключ відкриває прохід у будь-який просторовий вимір. За цим ключем відчайдушно полює Скелетор. Коли з'являються його війська, Гвілдор випадково відкриває прохід в інший вимір. В результаті цього він, Хі-Мен і двоє їхніх супутників виявляються на Землі в наш час. Але там ключ потрапляє в руки двох підлітків, Кевіна і Джулі, які, самі того не підозрюючи, опиняються в центрі міжгалактичного протистояння. Бо за нашими героями на Землю прибувають воїни Скелетора.

## У ролях
| Актор                 | Роль                        |
| --------------------- | --------------------------- |
| Дольф Лундгрен        | Хі-Мен                      |
| Френк Ланджелла       | Скелетор                    |
| Мег Фостер            | Евіл-Лін                    |
| Біллі Барті           | Гвілдор                     |
| Кортні Кокс           | Джулія Вінстон              |
| Роберт Дункан Макнейл | Кевін Корріган              |
| Джон Сайфер           | Дункан                      |
| Челсі Філд            | Тіла                        |
| Джеймс Толкан         | детектив Лубік              |
| Крістіна Піклз        | Чарівниця із замку Грейскал |
| Тоні Керролл          | Бестман                     |
| Понс Маар             | Сород                       |
| Ентоні Де Лонгіс      | Блейд                       |
| Роберт Тауерс         | Карг                        |
| Баррі Лівінгстон      | Чарлі                       |
| Джессіка Нельсон      | Моніка                      |
| Гвінн Гілфорд         | місіс Вінстон               |
| Волтер Скотт          | містер Вінстон              |
| Волтер Роблес         | Карл, двірник               |
| Сінді Ейман           | Глорія                      |
| Пітер Брукс           | оповідач                    |
| Річард Зпондер        | Пігбой                      |